# Pyrausta insignitalis
Pyrausta insignitalis là một loài bướm đêm trong họ Crambidae.